# 左岭街道
左岭街道，是中华人民共和国湖北省武汉市洪山区下辖的一个乡镇级行政单位。

## 行政区划
左岭街道下辖以下地区：
左岭社区、葛化社区、祥龙社区、白浒社区、黄陂岭村、泉井村、卸甲村、大罗村、周庄村、快岭村、朝阳村、花园村、左岭村、吕墩村、金王村、上街村、程墩村、彭李村、甲铺岭村和园林村。

## 交通
- 武九客运专线：左岭站